# Hillerødmotorvejen
Autostrada M13 zwana Hillerødmotorvejen - autostrada biegnąca z południa na północ po trasie drogi krajowej nr 16 pomiędzy Kopenhagą a Allerød.
Autostrada oznakowana jest jako Droga krajowa nr 16.